# Mieczysław Kudelski

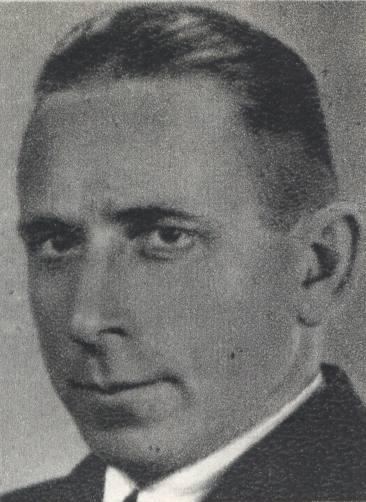
Mieczysław Kudelski

Mieczysław Zygmunt Kudelski ps. „Wiktor” (ur. 28 listopada 1899 w Warszawie, zm. 12 lipca 1943 tamże) – porucznik rezerwy artylerii Wojska Polskiego, współorganizator Organizacji Akcji Specjalnych „Osa”.

## Życiorys
Urodził się 28 listopada 1899 w rodzinie Teodora (mechanik) i Tekli z domu Drozdowska. Uczęszczał od 1910 do rosyjskiego II Gimnazjum, ale zmuszony został do przerwania nauki w 1915 z powodu choroby. Kiedy ojciec otrzymał pracę w Berlinie w 1916, Mieczysław pojechał tam razem z rodziną. Kiedy powrócił do Warszawy, zaczął od 1917 kontynuować naukę w Gimnazjum Św. Klemensa. Od listopada 1918 jako ochotnik rozpoczął służbę w Wojsku Polskim, w którym początkowo został przydzielony do 7 pułku artylerii polowej. Uczestnik Wojny polsko–radzieckiej. W 1920 był ranny i przeniesiono go wówczas do baterii zapasowej 1 dywizjonu artylerii konnej. W styczniu 1921 odkomenderowany do Wydziału III b sztabu DOG Warszawa, a w sierpniu w stopniu kaprala przeniesiony został do rezerwy.
Sekretarz Ekspozytury Policji Państwowej w Nowogródku od września 1921, a od lipca 1922 organizator i następnie od grudnia komendant Milicji Honorowej Pasa Neutralnego między Polską i Litwą. Jako urzędnik w składzie amunicji w Warszawie na Cytadeli, pracował od lutego 1923, a od marca 1924 był kierownikiem wydziału w Głównych Warsztatach Inżynieryjno–Saperskich. Bez pracy od stycznia 1925, a od maja 1927 pracował jako urzędnik w PCK. Od stycznia 1928 rozpoczął pracę w Magistracie m.st. Warszawa i był tam początkowo sekretarzem Schroniska Miejskiego na Żoliborzu, następnie od listopada 1929 zarządzającym Schroniskami Miejskimi na Zawiszy i Powązkach, a w połowie lat 30. zarządzającym schroniskiem na Annopolu. W okresie lipiec – sierpień 1932 ukończył jednocześnie skrócony kurs Szkoły Podchorążych Rezerwy Piechoty w Zambrowie. Na stopień podporucznika został mianowany ze starszeństwem z 1 września 1932 i 20. lokatą w korpusie oficerów rezerwy piechoty. W 1933 został przeniesiony z korpusu oficerów piechoty do korpusu oficerów artylerii. Na stopień porucznika został mianowany ze starszeństwem z 19 marca 1939 i 248. lokatą w korpusie oficerów rezerwy artylerii.
Dowódca baterii 9 pułku artylerii lekkiej w czasie Kampanii wrześniowej 1939, a następnie w 4 pułku ułanów był zastępcą dowódcy szwadronu i oficerem do specjalnych zleceń. Znalazł się w końcowej fazie kampanii w SGO „Polesie” gen. Franciszka Kleeberga i 6 października po Bitwie pod Kockiem dostał się do niewoli niemieckiej, ale 11 listopada zbiegł z obozu jenieckiego w Radomiu, w którym był więziony. Prawdopodobnie od listopada 1939 w konspiracji w SZP-ZWZ.
Trudny do odtworzenia jest szczegółowy przebieg jego służby, bowiem w jedynym zachowanym źródle mówiącym na ten temat dane o, nim wpisano z pomieszanymi datami: „18.V.1939 ZWZ. Polecenie zorganizowania pow. warszawskiego. 11.XII.39 przymusowy wyjazd z Warszawy, do 1.XI.40 współpracował z ZWZ pow. Sochaczew, 5.XI.40 objęcia dowództwa baterii przeciwlotniczej. 1.XII.40 przydział do sztabu bezpieczeństwa KG na stanowisko szefa komisji likwidacyjnej. Od 1.XI.41z-ca szefa bez. KG”. Mało prawdopodobne są zwłaszcza dwie ostatnie informacje, skoro dopiero w listopadzie 1941 powołano komórkę likwidacyjną w Wydziale Bezpieczeństwa i Kontrwywiadu Oddziału II KG ZWZ, wiadomo również, iż, kto inny – Stefan Ryś – był zastępcą szefa kontrwywiadu i bezpieczeństwa. Był współorganizatorem utworzonej w maju 1942 Organizacji Akcji Specjalnych „Osa”, a która stała się w lutym 1943 jako jeden z Oddziałów Dyspozycyjnych Kedywu KG AK (zmieniono jej kryptonim w następnym miesiącu na „Kosa”).
Pod pseudonimem „Wiktor” był Kudelski II zastępcą komendanta „Osy”–„Kosy”, płk. Józefa Szajewskiego. Kiedy w ramach „Osy” został utworzony w grudniu 1942 trzeci poza warszawskim i krakowskim zespół, mający za zadanie działać na terenie ziem wcielonych do Rzeszy i na terenie Niemiec, Kudelski również został komendantem tej komórki, a określanej kryptonimami „Kosa”–„Zagra” („zagraniczny” zespół „Kosy”) i „Zagra–Lin” („Zagralin”). Kpt. Bernard Drzyzga został bezpośrednim dowódcą „Kosy”–„Zagra”, a jej najgłośniejszymi akcjami były zamachy bombowe na dworcach kolejowych w Berlinie oraz 12 maja 1943 we Wrocławiu. Po aresztowaniu 5 czerwca 1943 kilkudziesięciu żołnierzy „Kosy” w kościele św. Aleksandra, usiłował odtworzyć oddział, ale sam został ujęty 12 lipca przy rogu ul. Nowogrodzkiej i Kruczej podczas spotkania ze Stanisławem Jasterem. Wkrótce po aresztowaniu został zamordowany w siedzibie Gestapo w Al. Szucha.
Około 1922 był odznaczony Krzyżem Walecznych.